# Saison 2024-2025 des Kings de Sacramento
La saison 2024-2025 des Kings de Sacramento est la 80e saison de la franchise (76e saison en NBA) et la 40e saison dans la ville de Sacramento.
Le 16 avril, les Kings sont éliminés de la course aux playoffs après leur défaite lors du Play-in face aux Mavericks de Dallas (106-120). 

## Draft
| Tour | Choix | Joueur       | Poste | Nationalité | Provenance           |
| ---- | ----- | ------------ | ----- | ----------- | -------------------- |
| 1    | 13    | Devin Carter | SG    | États-Unis  | Friars de Providence |
| 2    | 45    | Jamal Shead  | PG    | États-Unis  | Cougars de Houston   |

## Matchs

### Summer League
| Summer League Total: 5-6 |

| Match | Date match | Équipe      | Score    | Meilleur marqueur  | Meilleur rebondeur    | Meilleur passeur       | Lieux Spectateurs | Série |
| ----- | ---------- | ----------- | -------- | ------------------ | --------------------- | ---------------------- | ----------------- | ----- |
| 1     | 6 juillet  | Team China  | V 101-50 | Mason Jones (19)   | Drew Timme (10)       | C. Jones, M. Jones (5) | Golden 1 Center 0 | 1 - 0 |
| 2     | 7 juillet  | San Antonio | V 85-59  | Boogie Ellis (17)  | Jo Lual-Acuil (8)     | Mason Jones (5)        | Golden 1 Center 0 | 2 - 0 |
| 3     | 9 juillet  | Charlotte   | D 82-86  | Jo Lual-Acuil (19) | Lual-Acuil, Sneed (9) | Antoine Davis (5)      | Golden 1 Center 0 | 2 - 1 |

| Match | Date match | Équipe       | Score    | Meilleur marqueur | Meilleur rebondeur | Meilleur passeur  | Lieux Spectateurs  | Série |
| ----- | ---------- | ------------ | -------- | ----------------- | ------------------ | ----------------- | ------------------ | ----- |
| 1     | 6 juillet  | L.A. Lakers  | V 108-94 | Adonis Arms (32)  | Adonis Arms (11)   | Jordan Ford (6)   | Chase Center 0     | 1 - 0 |
| 2     | 7 juillet  | Miami        | D 86-102 | Jordan Ford (22)  | Fardaws Aimaq (9)  | Fardaws Aimaq (5) | Chase Center 0     | 1 - 1 |
| 3     | 10 juillet | Golden State | D 90-91  | Keon Ellis (30)   | Colby Jones (12)   | Isaac Jones (8)   | Chase Center 5 196 | 1 - 2 |

| Match | Date match | Équipe     | Score     | Meilleur marqueur | Meilleur rebondeur    | Meilleur passeur | Lieux Spectateurs      | Série |
| ----- | ---------- | ---------- | --------- | ----------------- | --------------------- | ---------------- | ---------------------- | ----- |
| 1     | 12 juillet | Memphis    | D 83-103  | Mason Jones (16)  | Jones, Luc-Acuil (11) | Keon Ellis (6)   | Cox Pavilion 0         | 0 - 1 |
| 2     | 15 juillet | Utah       | V 82-70   | Colby Jones (25)  | Isaac Jones (7)       | Mason Jones (9)  | Cox Pavilion 0         | 1 - 1 |
| 3     | 17 juillet | New York   | D 105-106 | Keon Ellis (29)   | Isaac Jones (8)       | Mason Jones (7)  | Cox Pavilion 0         | 1 - 2 |
| 4     | 18 juillet | Washington | D 69-73   | Boogie Ellis (15) | Isaac Jones (10)      | Mason Jones (8)  | Thomas & Mack Center 0 | 1 - 3 |
| 5     | 20 juillet | Phoenix    | V 87-77   | Boogie Ellis (17) | Drew Timme (7)        | Ahmad Caver (5)  | Thomas & Mack Center 0 | 2 - 3 |

### Pré-saison
| Pré-saison Total: 0-5 (Domicile : 0-2; Extérieur : 0-3) |

| Match | Date match | Équipe          | Score     | Meilleur marqueur     | Meilleur rebondeur    | Meilleur passeur        | Lieux Spectateurs      | Série |
| ----- | ---------- | --------------- | --------- | --------------------- | --------------------- | ----------------------- | ---------------------- | ----- |
| 1     | 9 octobre  | Golden State    | D 112-122 | DeMar DeRozan (15)    | Alex Len (9)          | Alex Len (5)            | Golden 1 Center 17 889 | 0 - 1 |
| 2     | 11 octobre | @ Golden State  | D 106-109 | De'Aaron Fox (19)     | Domantas Sabonis (13) | DeMar DeRozan (6)       | Chase Center 18 064    | 0 - 2 |
| 3     | 13 octobre | Portland        | D 85-105  | Alex Len (13)         | Domantas Sabonis (8)  | Domantas Sabonis (7)    | Golden 1 Center 14 788 | 0 - 3 |
| 4     | 15 octobre | @ Utah          | D 114-117 | Domantas Sabonis (29) | Domantas Sabonis (17) | Domantas Sabonis (8)    | Delta Center 14 976    | 0 - 4 |
| 5     | 17 octobre | @ L.A. Clippers | D 91-113  | Domantas Sabonis (24) | Len, Sabonis (9)      | McLaughlin, Sabonis (5) | Intuit Dome 13 800     | 0 - 5 |

### Saison régulière
| Saison régulière Total: 40-42 (Domicile : 20-21; Extérieur : 20-21) |

| Match | Date match | Équipe        | Score     | Meilleur marqueur     | Meilleur rebondeur    | Meilleur passeur     | Lieux Spectateurs       | Série |
| ----- | ---------- | ------------- | --------- | --------------------- | --------------------- | -------------------- | ----------------------- | ----- |
| 1     | 24 octobre | Minnesota     | D 115-117 | DeMar DeRozan (26)    | Keegan Murray (11)    | De'Aaron Fox (11)    | Golden 1 Center 18 049  | 0 - 1 |
| 2     | 26 octobre | @ L.A. Lakers | D 127-131 | Domantas Sabonis (29) | Domantas Sabonis (12) | Fox, Sabonis (10)    | Crypto.com Arena 18 997 | 0 - 2 |
| 3     | 28 octobre | Portland      | V 111-98  | De'Aaron Fox (24)     | Domantas Sabonis (13) | Domantas Sabonis (7) | Golden 1 Center 16 426  | 1 - 2 |
| 4     | 29 octobre | @ Utah        | V 113-96  | Domantas Sabonis (28) | Domantas Sabonis (11) | DeMar DeRozan (8)    | Delta Center 18 175     | 2 - 2 |

| Match                                  | Date match   | Équipe           | Score          | Meilleur marqueur     | Meilleur rebondeur    | Meilleur passeur      | Lieux Spectateurs        | Série  |
| -------------------------------------- | ------------ | ---------------- | -------------- | --------------------- | --------------------- | --------------------- | ------------------------ | ------ |
| 5                                      | 1er novembre | @ Atlanta        | V 123-115      | DeMar DeRozan (27)    | Domantas Sabonis (14) | Monk, Sabonis (6)     | State Farm Arena 15 156  | 3 - 2  |
| 6                                      | 2 novembre   | @ Toronto        | D 128-131 (OT) | DeMar DeRozan (33)    | Domantas Sabonis (20) | Domantas Sabonis (10) | Scotiabank Arena 19 815  | 3 - 3  |
| 7                                      | 4 novembre   | @ Miami          | V 111-110      | De'Aaron Fox (28)     | Domantas Sabonis (16) | Domantas Sabonis (7)  | Kaseya Center 19 604     | 4 - 3  |
| 8                                      | 6 novembre   | Toronto          | V 122-107      | DeMar DeRozan (27)    | Keegan Murray (12)    | Domantas Sabonis (13) | Golden 1 Center 16 026   | 5 - 3  |
| 9                                      | 8 novembre   | L.A. Clippers    | D 98-107       | Domantas Sabonis (23) | Domantas Sabonis (12) | DeRozan, Sabonis (6)  | Golden 1 Center 17 832   | 5 - 4  |
| 10                                     | 10 novembre  | @ Phoenix        | V 127-118 (OT) | DeMar DeRozan (34)    | Keegan Murray (14)    | De'Aaron Fox (8)      | Footprint Center 17 071  | 6 - 4  |
| 11                                     | 11 novembre  | @ San Antonio    | D 96-116       | De'Aaron Fox (24)     | Domantas Sabonis (12) | DeMar DeRozan (6)     | Frost Bank Center 17 163 | 6 - 5  |
| 12                                     | 13 novembre  | Phoenix          | V 127-104      | De'Aaron Fox (29)     | Domantas Sabonis (10) | De'Aaron Fox (10)     | Golden 1 Center 16 204   | 7 - 5  |
| 13                                     | 15 novembre  | Minnesota*       | D 126-130 (OT) | De'Aaron Fox (60)     | Domantas Sabonis (12) | De'Aaron Fox (7)      | Golden 1 Center 16 478   | 7 - 6  |
| 14                                     | 16 novembre  | Utah             | V 121-117      | De'Aaron Fox (49)     | Keegan Murray (6)     | De'Aaron Fox (9)      | Golden 1 Center 16 568   | 8 - 6  |
| 15                                     | 18 novembre  | Atlanta          | D 108-109      | Keon Ellis (33)       | Trey Lyles (10)       | De'Aaron Fox (7)      | Golden 1 Center 16 333   | 8 - 7  |
| 16                                     | 22 novembre  | @ L.A. Clippers* | D 88-104       | De'Aaron Fox (29)     | Domantas Sabonis (15) | De'Aaron Fox (7)      | Intuit Dome 16 228       | 8 - 8  |
| 17                                     | 24 novembre  | Brooklyn         | D 103-108      | Keegan Murray (21)    | Domantas Sabonis (18) | Domantas Sabonis (7)  | Golden 1 Center 16 750   | 8 - 9  |
| 18                                     | 25 novembre  | Oklahoma City    | D 109-130      | DeMar DeRozan (30)    | Murray, Sabonis (10)  | DeMar DeRozan (6)     | Golden 1 Center 17 832   | 8 - 10 |
| 19                                     | 27 novembre  | @ Minnesota      | V 115-104      | Monk, Sabonis (27)    | Domantas Sabonis (12) | Malik Monk (9)        | Target Center 18 978     | 9 - 10 |
| 20                                     | 29 novembre  | @ Portland*      | D 106-115      | Malik Monk (29)       | Domantas Sabonis (14) | Domantas Sabonis (11) | Moda Center 17 565       | 9 - 11 |
| *Matchs comptant pour la NBA Cup 2024. |              |                  |                |                       |                       |                       |                          |        |

| Match                                 | Date match   | Équipe                | Score     | Meilleur marqueur     | Meilleur rebondeur    | Meilleur passeur     | Lieux Spectateurs               | Série   |
| ------------------------------------- | ------------ | --------------------- | --------- | --------------------- | --------------------- | -------------------- | ------------------------------- | ------- |
| 21                                    | 1er décembre | San Antonio           | D 125-127 | DeMar DeRozan (28)    | Domantas Sabonis (13) | De'Aaron Fox (9)     | Golden 1 Center 16 014          | 9 - 12  |
| 22                                    | 3 décembre   | Houston*              | V 120-111 | Domantas Sabonis (27) | Murray, Sabonis (7)   | Malik Monk (12)      | Golden 1 Center 15 019          | 10 - 12 |
| 23                                    | 5 décembre   | @ Memphis             | D 110-115 | DeMar DeRozan (26)    | Domantas Sabonis (13) | Domantas Sabonis (6) | FedExForum 15 776               | 10 - 13 |
| 24                                    | 6 décembre   | @ San Antonio         | V 140-113 | DeMar DeRozan (23)    | Domantas Sabonis (16) | De'Aaron Fox (8)     | Frost Bank Center 16 796        | 11 - 13 |
| 25                                    | 8 décembre   | Utah                  | V 141-97  | Kevin Huerter (26)    | Domantas Sabonis (12) | De'Aaron Fox (9)     | Golden 1 Center 15 706          | 12 - 13 |
| 26                                    | 12 décembre  | @ La Nouvelle-Orléans | V 111-109 | Domantas Sabonis (32) | Domantas Sabonis (20) | Malik Monk (9)       | Smoothie King Center 15 488     | 13 - 13 |
| 27                                    | 16 décembre  | Denver                | D 129-130 | De'Aaron Fox (29)     | Domantas Sabonis (14) | Malik Monk (10)      | Golden 1 Center 16 936          | 13 - 14 |
| 28                                    | 19 décembre  | L.A. Lakers           | D 100-113 | De'Aaron Fox (26)     | Domantas Sabonis (12) | Domantas Sabonis (9) | Golden 1 Center 17 832          | 13 - 15 |
| 29                                    | 21 décembre  | L.A. Lakers           | D 99-103  | De'Aaron Fox (31)     | Domantas Sabonis (19) | Malik Monk (8)       | Golden 1 Center 17 832          | 13 - 16 |
| 30                                    | 22 décembre  | Indiana               | D 95-122  | De'Aaron Fox (23)     | Domantas Sabonis (21) | De'Aaron Fox (7)     | Golden 1 Center 17 832          | 13 - 17 |
| 31                                    | 26 décembre  | Détroit               | D 113-114 | De'Aaron Fox (26)     | Keegan Murray (12)    | Trois joueurs (4)    | Golden 1 Center 17 832          | 13 - 18 |
| 32                                    | 28 décembre  | @ L.A. Lakers         | D 122-132 | De'Aaron Fox (29)     | Domantas Sabonis (12) | De'Aaron Fox (12)    | Crypto.com Arena 18 997         | 13 - 19 |
| 33                                    | 30 décembre  | Dallas                | V 110-100 | De'Aaron Fox (33)     | Domantas Sabonis (16) | Domantas Sabonis (7) | Golden 1 Center Not Yet Counted | 14 - 19 |
| *Match comptant pour la NBA Cup 2024. |              |                       |           |                       |                       |                      |                                 |         |

| Match | Date match  | Équipe         | Score           | Meilleur marqueur     | Meilleur rebondeur    | Meilleur passeur      | Lieux Spectateurs            | Série   |
| ----- | ----------- | -------------- | --------------- | --------------------- | --------------------- | --------------------- | ---------------------------- | ------- |
| 34    | 1er janvier | Philadelphie   | V 113-107       | De'Aaron Fox (35)     | Domantas Sabonis (21) | Domantas Sabonis (7)  | Golden 1 Center 16 024       | 15 - 19 |
| 35    | 3 janvier   | Memphis        | V 138-133       | Malik Monk (31)       | Domantas Sabonis (10) | Monk, Sabonis (6)     | Golden 1 Center 16 601       | 16 - 19 |
| 36    | 5 janvier   | @ Golden State | V 129-99        | Malik Monk (26)       | Domantas Sabonis (13) | Malik Monk (12)       | Chase Center 18 064          | 17 - 19 |
| 37    | 6 janvier   | Miami          | V 123-118 (2OT) | DeMar DeRozan (30)    | Domantas Sabonis (18) | Domantas Sabonis (11) | Golden 1 Center 17 832       | 18 - 19 |
| 38    | 10 janvier  | @ Boston       | V 114-97        | DeMar DeRozan (24)    | Domantas Sabonis (28) | DeMar DeRozan (9)     | TD Garden 19 156             | 19 - 19 |
| 39    | 12 janvier  | @ Chicago      | V 124-119       | De'Aaron Fox (26)     | Domantas Sabonis (15) | Malik Monk (9)        | United Center 18 233         | 20 - 19 |
| 40    | 14 janvier  | @ Milwaukee    | D 115-130       | DeMar DeRozan (28)    | De'Aaron Fox (11)     | Domantas Sabonis (9)  | Fiserv Forum 17 341          | 20 - 20 |
| 41    | 16 janvier  | Houston        | V 132-127       | DeMar DeRozan (33)    | Domantas Sabonis (14) | Malik Monk (9)        | Golden 1 Center 18 227       | 21 - 20 |
| 42    | 19 janvier  | Washington     | V 123-100       | Domantas Sabonis (29) | Domantas Sabonis (18) | De'Aaron Fox (13)     | Golden 1 Center 17 832       | 22 - 20 |
| 43    | 22 janvier  | Golden State   | V 123-117       | DeMar DeRozan (32)    | Domantas Sabonis (18) | Malik Monk (9)        | Golden 1 Center 17 832       | 23 - 20 |
| 44    | 23 janvier  | @ Denver       | D 123-132       | DeMar DeRozan (24)    | Domantas Sabonis (19) | Domantas Sabonis (8)  | Ball Arena 19 676            | 23 - 21 |
| 45    | 25 janvier  | @ New York     | D 120-143       | Malik Monk (31)       | Domantas Sabonis (13) | Domantas Sabonis (12) | Madison Square Garden 19 812 | 23 - 22 |
| 46    | 27 janvier  | @ Brooklyn     | V 110-96        | De'Aaron Fox (30)     | Domantas Sabonis (22) | Domantas Sabonis (10) | Barclays Center 16 093       | 24 - 22 |
| 47    | 29 janvier  | @ Philadelphie | D 104-117       | Malik Monk (21)       | Domantas Sabonis (14) | Domantas Sabonis (11) | Wells Fargo Center 19 770    | 24 - 23 |

| Match                  | Date match  | Équipe                | Score          | Meilleur marqueur     | Meilleur rebondeur    | Meilleur passeur     | Lieux Spectateurs               | Série   |
| ---------------------- | ----------- | --------------------- | -------------- | --------------------- | --------------------- | -------------------- | ------------------------------- | ------- |
| 48                     | 1er février | @ Oklahoma City       | D 110-144      | De'Aaron Fox (20)     | Domantas Sabonis (7)  | Malik Monk (7)       | Paycom Center 18 203            | 24 - 24 |
| 49                     | 3 février   | @ Minnesota           | V 116-114      | DeMar DeRozan (33)    | Domantas Sabonis (11) | DeMar DeRozan (7)    | Target Center 18 978            | 25 - 24 |
| 50                     | 5 février   | Orlando               | D 111-130      | Domantas Sabonis (21) | Domantas Sabonis (13) | Devin Carter (4)     | Golden 1 Center 18 074          | 25 - 25 |
| 51                     | 6 février   | @ Portland            | D 102-108      | DeRozan, LaVine (22)  | Domantas Sabonis (14) | DeMar DeRozan (7)    | Moda Center 16 953              | 25 - 26 |
| 52                     | 8 février   | La Nouvelle-Orléans   | V 123-118      | Domantas Sabonis (27) | Domantas Sabonis (16) | Malik Monk (7)       | Golden 1 Center 17 832          | 26 - 26 |
| 53                     | 10 février  | @ Dallas              | V 129-128 (OT) | DeMar DeRozan (42)    | Domantas Sabonis (15) | Monk, Sabonis (8)    | American Airlines Center 19 726 | 27 - 26 |
| 54                     | 12 février  | @ La Nouvelle-Orléans | V 119-111      | Keon Ellis (27)       | Domantas Sabonis (15) | Zach LaVine (7)      | Smoothie King Center 17 444     | 28 - 26 |
| 55                     | 13 février  | @ La Nouvelle-Orléans | D 133-140 (OT) | Zach LaVine (32)      | Domantas Sabonis (28) | Zach LaVine (10)     | Smoothie King Center 16 686     | 28 - 27 |
| NBA All-Star Game 2025 |             |                       |                |                       |                       |                      |                                 |         |
| 56                     | 21 février  | Golden State          | D 108-132      | DeMar DeRozan (34)    | Domantas Sabonis (14) | Domantas Sabonis (9) | Golden 1 Center 18 098          | 28 - 28 |
| 57                     | 24 février  | Charlotte             | V 130-88       | Zach LaVine (42)      | Domantas Sabonis (10) | Malik Monk (10)      | Golden 1 Center 17 832          | 29 - 28 |
| 58                     | 26 février  | @ Utah                | V 118-101      | Keegan Murray (26)    | Monk, Sabonis (9)     | DeMar DeRozan (8)    | Delta Center 18 175             | 30 - 28 |

| Match | Date match | Équipe          | Score          | Meilleur marqueur     | Meilleur rebondeur     | Meilleur passeur        | Lieux Spectateurs               | Série   |
| ----- | ---------- | --------------- | -------------- | --------------------- | ---------------------- | ----------------------- | ------------------------------- | ------- |
| 59    | 1er mars   | @ Houston       | V 113-103      | DeMar DeRozan (21)    | Jonas Valančiūnas (14) | DeMar DeRozan (6)       | Toyota Center 18 055            | 31 - 28 |
| 60    | 3 mars     | @ Dallas        | V 122-98       | Zach LaVine (22)      | Lyles, Valančiūnas (9) | Malik Monk (8)          | American Airlines Center 19 711 | 32 - 28 |
| 61    | 5 mars     | @ Denver        | D 110-116      | DeMar DeRozan (35)    | Jonas Valančiūnas (13) | LaVine, Valančiūnas (6) | Ball Arena 19 618               | 32 - 29 |
| 62    | 7 mars     | San Antonio     | V 127-109      | Zach LaVine (36)      | Jonas Valančiūnas (12) | DeMar DeRozan (7)       | Golden 1 Center 18 332          | 33 - 29 |
| 63    | 9 mars     | @ L.A. Clippers | D 110-111 (OT) | DeMar DeRozan (31)    | Jonas Valančiūnas (17) | DeMar DeRozan (10)      | Intuit Dome 17 927              | 33 - 30 |
| 64    | 10 mars    | New York        | D 104-133      | Malik Monk (21)       | Jonas Valančiūnas (13) | DeMar DeRozan (5)       | Golden 1 Center 16 539          | 33 - 31 |
| 65    | 13 mars    | @ Golden State  | D 104-130      | DeMar DeRozan (23)    | Jonas Valančiūnas (9)  | DeMar DeRozan (7)       | Chase Center 18 064             | 33 - 32 |
| 66    | 14 mars    | @ Phoenix       | D 106-122      | DeMar DeRozan (23)    | Domantas Sabonis (11)  | Domantas Sabonis (12)   | Footprint Center 17 071         | 33 - 33 |
| 67    | 17 mars    | Memphis         | V 132-122      | Malik Monk (28)       | Keegan Murray (9)      | DeMar DeRozan (8)       | Golden 1 Center 16 205          | 34 - 33 |
| 68    | 19 mars    | Cleveland       | V 123-119      | DeMar DeRozan (27)    | Jonas Valančiūnas (13) | Malik Monk (8)          | Golden 1 Center 15 919          | 35 - 33 |
| 69    | 20 mars    | Chicago         | D 116-128      | Malik Monk (34)       | Keegan Murray (9)      | Trois joueurs (5)       | Golden 1 Center 16 960          | 35 - 34 |
| 70    | 22 mars    | Milwaukee       | D 108-114      | DeMar DeRozan (22)    | Ellis, Murray (9)      | Keon Ellis (6)          | Golden 1 Center 16 911          | 35 - 35 |
| 71    | 24 mars    | Boston          | D 95-113       | DeMar DeRozan (20)    | Domantas Sabonis (17)  | DeMar DeRozan (10)      | Golden 1 Center 15 855          | 35 - 36 |
| 72    | 25 mars    | Oklahoma City   | D 105-121      | Keegan Murray (28)    | Domantas Sabonis (12)  | LaVine, Sabonis (7)     | Golden 1 Center 16 060          | 35 - 37 |
| 73    | 27 mars    | Portland        | V 128-107      | Zach LaVine (29)      | Domantas Sabonis (19)  | DeMar DeRozan (10)      | Golden 1 Center 16 671          | 36 - 37 |
| 74    | 29 mars    | @ Orlando       | D 91-121       | DeMar DeRozan (21)    | Domantas Sabonis (13)  | Fultz, Sabonis (4)      | Kia Center 18 846               | 36 - 38 |
| 75    | 31 mars    | @ Indiana       | D 109-111      | Domantas Sabonis (25) | Domantas Sabonis (16)  | DeMar DeRozan (8)       | Gainbridge Fieldhouse 16 341    | 36 - 39 |

| Match | Date match | Équipe        | Score     | Meilleur marqueur      | Meilleur rebondeur    | Meilleur passeur      | Lieux Spectateurs           | Série   |
| ----- | ---------- | ------------- | --------- | ---------------------- | --------------------- | --------------------- | --------------------------- | ------- |
| 76    | 2 avril    | @ Washington  | D 111-116 | DeMar DeRozan (29)     | Domantas Sabonis (16) | DeMar DeRozan (8)     | Capital One Arena 15 018    | 36 - 40 |
| 77    | 4 avril    | @ Charlotte   | V 125-102 | Zach LaVine (25)       | Domantas Sabonis (11) | Domantas Sabonis (7)  | Spectrum Center 15 896      | 37 - 40 |
| 78    | 6 avril    | @ Cleveland   | V 120-113 | Zach LaVine (37)       | Domantas Sabonis (9)  | DeRozan, Sabonis (7)  | Rocket Arena 19 432         | 38 - 40 |
| 79    | 7 avril    | @ Détroit     | V 127-117 | Zach LaVine (43)       | Domantas Sabonis (15) | Domantas Sabonis (10) | Little Caesars Arena 19 208 | 39 - 40 |
| 80    | 9 avril    | Denver        | D 116-124 | Zach LaVine (27)       | Domantas Sabonis (12) | Zach LaVine (11)      | Golden 1 Center 16 161      | 39 - 41 |
| 81    | 11 avril   | L.A. Clippers | D 100-101 | Zach LaVine (26)       | Domantas Sabonis (16) | DeMar DeRozan (8)     | Golden 1 Center 16 435      | 39 - 42 |
| 82    | 13 avril   | Phoenix       | V 109-98  | Jonas Valančiūnas (22) | Domantas Sabonis (12) | Domantas Sabonis (6)  | Golden 1 Center 17 832      | 40 - 42 |

### Play-in tournament
| Play-in Total: 0-1 (Domicile : 0-1; Extérieur : 0-0) |

| Match | Date match | Équipe | Score     | Meilleur marqueur  | Meilleur rebondeur    | Meilleur passeur | Lieux Spectateurs      | Série |
| ----- | ---------- | ------ | --------- | ------------------ | --------------------- | ---------------- | ---------------------- | ----- |
| 1     | 15 avril   | Dallas | D 106-120 | DeMar DeRozan (33) | Domantas Sabonis (13) | Zach LaVine (9)  | Golden 1 Center 17 939 | 0 - 1 |

### Confrontations en saison régulière
| Conférence Est      | Conférence Est                              | Conférence Est                              | Conférence Ouest                            | Conférence Ouest                            | Conférence Ouest                            | Conférence Ouest                            | Conférence Ouest                            | Conférence Ouest                            |
| Division Atlantique | Division Atlantique                         | Division Atlantique                         | Division Nord-Ouest                         | Division Nord-Ouest                         | Division Nord-Ouest                         | Division Nord-Ouest                         | Division Nord-Ouest                         | Division Nord-Ouest                         |
| Équipe              | Domicile                                    | Extérieur                                   | Équipe                                      | Domicile                                    | Domicile                                    | Extérieur                                   | Extérieur                                   | Extérieur                                   |
| ------------------- | ------------------------------------------- | ------------------------------------------- | ------------------------------------------- | ------------------------------------------- | ------------------------------------------- | ------------------------------------------- | ------------------------------------------- | ------------------------------------------- |
| Boston              | 95-113                                      | 114-97                                      | Denver                                      | 129-130                                     | 116-124                                     | 123-132                                     | 110-116                                     |                                             |
| Brooklyn            | 103-108                                     | 110-96                                      | Minnesota                                   | 115-117                                     | 126-130 (OT)                                | 115-104                                     | 116-114                                     |                                             |
| New York            | 104-133                                     | 120-143                                     | Oklahoma City                               | 109-130                                     | 105-121                                     | 110-144                                     |                                             |                                             |
| Philadelphie        | 113-107                                     | 104-117                                     | Portland                                    | 111-98                                      | 128-107                                     | 106-115                                     | 102-108                                     |                                             |
| Toronto             | 122-107                                     | 128-131 (OT)                                | Utah                                        | 121-117                                     | 141-97                                      | 113-96                                      | 118-101                                     |                                             |
| Division            | 4-6 (Domicile : 2-3; Extérieur : 2-3)       | 4-6 (Domicile : 2-3; Extérieur : 2-3)       | Division                                    | 8-11 (Domicile : 4-6; Extérieur : 4-5)      | 8-11 (Domicile : 4-6; Extérieur : 4-5)      | 8-11 (Domicile : 4-6; Extérieur : 4-5)      | 8-11 (Domicile : 4-6; Extérieur : 4-5)      | 8-11 (Domicile : 4-6; Extérieur : 4-5)      |
| Division Centrale   | Division Centrale                           | Division Centrale                           | Division Pacifique                          | Division Pacifique                          | Division Pacifique                          | Division Pacifique                          | Division Pacifique                          | Division Pacifique                          |
| Équipe              | Domicile                                    | Extérieur                                   | Équipe                                      | Domicile                                    | Domicile                                    | Extérieur                                   | Extérieur                                   | Extérieur                                   |
| Chicago             | 116-128                                     | 124-119                                     | Golden State                                | 123-117                                     | 108-132                                     | 129-99                                      | 104-130                                     |                                             |
| Cleveland           | 123-119                                     | 120-113                                     | L.A. Clippers                               | 98-107                                      | 100-101                                     | 88-104                                      | 110-111 (OT)                                |                                             |
| Detroit             | 113-114                                     | 127-117                                     | L.A. Lakers                                 | 100-113                                     | 99-103                                      | 127-131                                     | 122-132                                     |                                             |
| Indiana             | 95-122                                      | 109-111                                     | Phoenix                                     | 127-104                                     | 109-98                                      | 127-118 (OT)                                | 106-122                                     |                                             |
| Milwaukee           | 108-114                                     | 115-130                                     |                                             |                                             |                                             |                                             |                                             |                                             |
| Division            | 4-6 (Domicile : 1-4; Extérieur : 3-2)       | 4-6 (Domicile : 1-4; Extérieur : 3-2)       | Division                                    | 5-11 (Domicile : 3-5; Extérieur : 2-6)      | 5-11 (Domicile : 3-5; Extérieur : 2-6)      | 5-11 (Domicile : 3-5; Extérieur : 2-6)      | 5-11 (Domicile : 3-5; Extérieur : 2-6)      | 5-11 (Domicile : 3-5; Extérieur : 2-6)      |
| Division Sud-Est    | Division Sud-Est                            | Division Sud-Est                            | Division Sud-Ouest                          | Division Sud-Ouest                          | Division Sud-Ouest                          | Division Sud-Ouest                          | Division Sud-Ouest                          | Division Sud-Ouest                          |
| Équipe              | Domicile                                    | Extérieur                                   | Équipe                                      | Domicile                                    | Domicile                                    | Extérieur                                   | Extérieur                                   | Extérieur                                   |
| Atlanta             | 108-109                                     | 123-115                                     | Dallas                                      | 110-100                                     |                                             | 129-128 (OT)                                | 122-98                                      |                                             |
| Charlotte           | 130-88                                      | 125-102                                     | Houston                                     | 120-111                                     | 132-127                                     | 113-103                                     |                                             |                                             |
| Miami               | 123-118 (2OT)                               | 111-110                                     | Memphis                                     | 138-133                                     | 132-122                                     | 110-115                                     |                                             |                                             |
| Orlando             | 111-130                                     | 91-121                                      | New Orleans                                 | 123-118                                     |                                             | 111-109                                     | 119-111                                     | 133-140 (OT)                                |
| Washington          | 123-100                                     | 111-116                                     | San Antonio                                 | 125-127                                     | 127-109                                     | 96-116                                      | 140-113                                     |                                             |
| Division            | 6-4 (Domicile : 3-2; Extérieur : 3-2)       | 6-4 (Domicile : 3-2; Extérieur : 3-2)       | Division                                    | 13-4 (Domicile : 7-1; Extérieur : 6-3)      | 13-4 (Domicile : 7-1; Extérieur : 6-3)      | 13-4 (Domicile : 7-1; Extérieur : 6-3)      | 13-4 (Domicile : 7-1; Extérieur : 6-3)      | 13-4 (Domicile : 7-1; Extérieur : 6-3)      |
| Conférence          | 14-16 (Domicile : 6-9; Extérieur : 8-7)     | 14-16 (Domicile : 6-9; Extérieur : 8-7)     | Conférence                                  | 26-26 (Domicile : 14-12; Extérieur : 12-14) | 26-26 (Domicile : 14-12; Extérieur : 12-14) | 26-26 (Domicile : 14-12; Extérieur : 12-14) | 26-26 (Domicile : 14-12; Extérieur : 12-14) | 26-26 (Domicile : 14-12; Extérieur : 12-14) |
| Total               | 40-42 (Domicile : 20-21; Extérieur : 20-21) | 40-42 (Domicile : 20-21; Extérieur : 20-21) | 40-42 (Domicile : 20-21; Extérieur : 20-21) | 40-42 (Domicile : 20-21; Extérieur : 20-21) | 40-42 (Domicile : 20-21; Extérieur : 20-21) | 40-42 (Domicile : 20-21; Extérieur : 20-21) | 40-42 (Domicile : 20-21; Extérieur : 20-21) | 40-42 (Domicile : 20-21; Extérieur : 20-21) |

## Classements

### Saison régulière
| Conférence Ouest | Conférence Ouest                    | Conférence Ouest | Conférence Ouest | Conférence Ouest | Conférence Ouest | Conférence Ouest | Conférence Ouest |
| No               | Franchise                           | Vic.             | Def.             | MJ               | V/D              | GB               |                  |
| ---------------- | ----------------------------------- | ---------------- | ---------------- | ---------------- | ---------------- | ---------------- | ---------------- |
| 1                | Thunder d'Oklahoma City - c         | 68               | 14               | 82               | .829             | –                |                  |
| 2                | Rockets de Houston - y              | 52               | 30               | 82               | .634             | 16               |                  |
| 3                | Lakers de Los Angeles - y           | 50               | 32               | 82               | .610             | 18               |                  |
| 4                | Nuggets de Denver - x               | 50               | 32               | 82               | .610             | 18               |                  |
| 5                | Clippers de Los Angeles - x         | 50               | 32               | 82               | .610             | 18               |                  |
| 6                | Timberwolves du Minnesota - x       | 49               | 33               | 82               | .598             | 19               |                  |
|                  |                                     |                  |                  |                  |                  |                  |                  |
| 7                | Warriors de Golden State - x        | 48               | 34               | 82               | .585             | 20               |                  |
| 8                | Grizzlies de Memphis - x            | 48               | 34               | 82               | .585             | 20               |                  |
| 9                | Kings de Sacramento - pi            | 40               | 42               | 82               | .488             | 28               |                  |
| 10               | Mavericks de Dallas - pi            | 39               | 43               | 82               | .476             | 29               |                  |
|                  |                                     |                  |                  |                  |                  |                  |                  |
| 11               | Suns de Phoenix - o                 | 36               | 46               | 82               | .439             | 32               |                  |
| 12               | Trail Blazers de Portland - o       | 36               | 46               | 82               | .439             | 32               |                  |
| 13               | Spurs de San Antonio - o            | 34               | 48               | 82               | .415             | 34               |                  |
| 14               | Pelicans de La Nouvelle-Orléans - o | 21               | 61               | 82               | .256             | 47               |                  |
| 15               | Jazz de l'Utah - o                  | 17               | 65               | 82               | .207             | 51               |                  |

| Division Pacifique           | V  | D  | MJ | V/D  | GB | Dom   | Ext   | Div  |
| ---------------------------- | -- | -- | -- | ---- | -- | ----- | ----- | ---- |
| Lakers de Los Angeles - y    | 50 | 32 | 82 | .610 | –  | 31-10 | 19-22 | 12-4 |
| Clippers de Los Angeles - x  | 50 | 32 | 82 | .610 | –  | 30-11 | 20-21 | 9-7  |
| Warriors de Golden State - x | 48 | 34 | 82 | .585 | 2  | 24-17 | 24-17 | 5-11 |
| Kings de Sacramento - pi     | 40 | 42 | 82 | .488 | 10 | 20-21 | 20-21 | 5-11 |
| Suns de Phoenix - o          | 36 | 46 | 82 | .439 | 14 | 24-17 | 12-29 | 9-7  |

### NBA In-Season Tournament
| Rang | Équipe                    | %    | J | G | P | Pp  | Pc  | Diff |
| ---- | ------------------------- | ---- | - | - | - | --- | --- | ---- |
| 1    | Rockets de Houston        | .750 | 4 | 3 | 1 | 454 | 414 | 40   |
| 2    | Clippers de Los Angeles   | .500 | 4 | 2 | 2 | 427 | 411 | 16   |
| 3    | Timberwolves du Minnesota | .500 | 4 | 2 | 2 | 418 | 431 | -13  |
| 4    | Trail Blazers de Portland | .500 | 4 | 2 | 2 | 430 | 457 | -27  |
| 5    | Kings de Sacramento       | .250 | 4 | 1 | 3 | 429 | 445 | -16  |

|  | Quarts de finale                     | Quarts de finale                 | Quarts de finale                 | Quarts de finale                 |                         |                         | Demi-finales                     | Demi-finales                     | Demi-finales                     | Demi-finales                     |  |  | Finale                           | Finale                           | Finale                           | Finale                           |
|  |                                      |                                  |                                  |                                  |                         |                         |                                  |                                  |                                  |                                  |  |  |                                  |                                  |                                  |                                  |
|  | 10 décembre 2024 – Milwaukee, WI     | 10 décembre 2024 – Milwaukee, WI | 10 décembre 2024 – Milwaukee, WI | 10 décembre 2024 – Milwaukee, WI |                         |                         | 14 décembre 2024 – Las Vegas, NV | 14 décembre 2024 – Las Vegas, NV | 14 décembre 2024 – Las Vegas, NV | 14 décembre 2024 – Las Vegas, NV |  |  | 17 décembre 2024 – Las Vegas, NV | 17 décembre 2024 – Las Vegas, NV | 17 décembre 2024 – Las Vegas, NV | 17 décembre 2024 – Las Vegas, NV |
|  | 10 décembre 2024 – Milwaukee, WI     | 10 décembre 2024 – Milwaukee, WI | 10 décembre 2024 – Milwaukee, WI | 10 décembre 2024 – Milwaukee, WI |                         |                         | 14 décembre 2024 – Las Vegas, NV | 14 décembre 2024 – Las Vegas, NV | 14 décembre 2024 – Las Vegas, NV | 14 décembre 2024 – Las Vegas, NV |  |  | 17 décembre 2024 – Las Vegas, NV | 17 décembre 2024 – Las Vegas, NV | 17 décembre 2024 – Las Vegas, NV | 17 décembre 2024 – Las Vegas, NV |
|  | Bucks de Milwaukee                   | Bucks de Milwaukee               | 114                              | 114                              |                         |                         | 14 décembre 2024 – Las Vegas, NV | 14 décembre 2024 – Las Vegas, NV | 14 décembre 2024 – Las Vegas, NV | 14 décembre 2024 – Las Vegas, NV |  |  | 17 décembre 2024 – Las Vegas, NV | 17 décembre 2024 – Las Vegas, NV | 17 décembre 2024 – Las Vegas, NV | 17 décembre 2024 – Las Vegas, NV |
|  | Bucks de Milwaukee                   | Bucks de Milwaukee               | 114                              | 114                              |                         |                         | 14 décembre 2024 – Las Vegas, NV | 14 décembre 2024 – Las Vegas, NV | 14 décembre 2024 – Las Vegas, NV | 14 décembre 2024 – Las Vegas, NV |  |  | 17 décembre 2024 – Las Vegas, NV | 17 décembre 2024 – Las Vegas, NV | 17 décembre 2024 – Las Vegas, NV | 17 décembre 2024 – Las Vegas, NV |
|  | Magic d'Orlando                      | Magic d'Orlando                  | 109                              | 109                              |                         |                         | 14 décembre 2024 – Las Vegas, NV | 14 décembre 2024 – Las Vegas, NV | 14 décembre 2024 – Las Vegas, NV | 14 décembre 2024 – Las Vegas, NV |  |  | 17 décembre 2024 – Las Vegas, NV | 17 décembre 2024 – Las Vegas, NV | 17 décembre 2024 – Las Vegas, NV | 17 décembre 2024 – Las Vegas, NV |
|  | Magic d'Orlando                      | Magic d'Orlando                  | 109                              | 109                              | Bucks de Milwaukee      | Bucks de Milwaukee      | 110                              | 110                              |                                  |                                  |  |  | 17 décembre 2024 – Las Vegas, NV | 17 décembre 2024 – Las Vegas, NV | 17 décembre 2024 – Las Vegas, NV | 17 décembre 2024 – Las Vegas, NV |
|  | 11 décembre 2024 – New York, NY      |                                  |                                  |                                  | Bucks de Milwaukee      | Bucks de Milwaukee      | 110                              | 110                              |                                  |                                  |  |  | 17 décembre 2024 – Las Vegas, NV | 17 décembre 2024 – Las Vegas, NV | 17 décembre 2024 – Las Vegas, NV | 17 décembre 2024 – Las Vegas, NV |
|  |                                      |                                  | Hawks d'Atlanta                  | Hawks d'Atlanta                  | 102                     | 102                     |                                  |                                  |                                  |                                  |  |  | 17 décembre 2024 – Las Vegas, NV | 17 décembre 2024 – Las Vegas, NV | 17 décembre 2024 – Las Vegas, NV | 17 décembre 2024 – Las Vegas, NV |
|  | Knicks de New York                   | Knicks de New York               | Hawks d'Atlanta                  | Hawks d'Atlanta                  | 102                     | 102                     | 100                              | 100                              |                                  |                                  |  |  | 17 décembre 2024 – Las Vegas, NV | 17 décembre 2024 – Las Vegas, NV | 17 décembre 2024 – Las Vegas, NV | 17 décembre 2024 – Las Vegas, NV |
|  | Knicks de New York                   | Knicks de New York               | 14 décembre 2024 – Las Vegas, NV |                                  |                         |                         | 100                              | 100                              |                                  |                                  |  |  | 17 décembre 2024 – Las Vegas, NV | 17 décembre 2024 – Las Vegas, NV | 17 décembre 2024 – Las Vegas, NV | 17 décembre 2024 – Las Vegas, NV |
|  | Hawks d'Atlanta                      | Hawks d'Atlanta                  | 108                              | 108                              |                         |                         |                                  |                                  |                                  |                                  |  |  | 17 décembre 2024 – Las Vegas, NV | 17 décembre 2024 – Las Vegas, NV | 17 décembre 2024 – Las Vegas, NV | 17 décembre 2024 – Las Vegas, NV |
|  | Hawks d'Atlanta                      | Hawks d'Atlanta                  | 108                              | 108                              | Bucks de Milwaukee      | Bucks de Milwaukee      | 97                               | 97                               |                                  |                                  |  |  |                                  |                                  |                                  |                                  |
|  | 10 décembre 2024 – Oklahoma City, OK |                                  |                                  |                                  | Bucks de Milwaukee      | Bucks de Milwaukee      | 97                               | 97                               |                                  |                                  |  |  |                                  |                                  |                                  |                                  |
|  |                                      |                                  | Thunder d'Oklahoma City          | Thunder d'Oklahoma City          | 81                      | 81                      |                                  |                                  |                                  |                                  |  |  |                                  |                                  |                                  |                                  |
|  | Thunder d'Oklahoma City              | Thunder d'Oklahoma City          | Thunder d'Oklahoma City          | Thunder d'Oklahoma City          | 81                      | 81                      | 118                              | 118                              |                                  |                                  |  |  |                                  |                                  |                                  |                                  |
|  | Thunder d'Oklahoma City              | Thunder d'Oklahoma City          |                                  |                                  |                         |                         |                                  |                                  |                                  |                                  |  |  |                                  |                                  |                                  |                                  |
|  | Mavericks de Dallas                  | Mavericks de Dallas              | 104                              | 104                              |                         |                         |                                  |                                  |                                  |                                  |  |  |                                  |                                  |                                  |                                  |
|  | Mavericks de Dallas                  | Mavericks de Dallas              | 104                              | 104                              | Thunder d'Oklahoma City | Thunder d'Oklahoma City | 111                              | 111                              |                                  |                                  |  |  |                                  |                                  |                                  |                                  |
|  | 11 décembre 2024 – Houston, TX       |                                  |                                  |                                  | Thunder d'Oklahoma City | Thunder d'Oklahoma City | 111                              | 111                              |                                  |                                  |  |  |                                  |                                  |                                  |                                  |
|  |                                      |                                  | Rockets de Houston               | Rockets de Houston               | 96                      | 96                      |                                  |                                  |                                  |                                  |  |  |                                  |                                  |                                  |                                  |
|  | Rockets de Houston                   | Rockets de Houston               | Rockets de Houston               | Rockets de Houston               | 96                      | 96                      | 91                               | 91                               |                                  |                                  |  |  |                                  |                                  |                                  |                                  |
|  | Rockets de Houston                   | Rockets de Houston               |                                  |                                  |                         |                         |                                  | 91                               |                                  |                                  |  |  |                                  |                                  |                                  |                                  |
|  | Warriors de Golden State             | Warriors de Golden State         | 90                               | 90                               |                         |                         |                                  |                                  |                                  |                                  |  |  |                                  |                                  |                                  |                                  |
|  | Warriors de Golden State             | Warriors de Golden State         | 90                               | 90                               |                         |                         |                                  |                                  |                                  |                                  |  |  |                                  |                                  |                                  |                                  |
|  |                                      |                                  |                                  |                                  |                         |                         |                                  |                                  |                                  |                                  |  |  |                                  |                                  |                                  |                                  |